# تونينيو دوس سانتوس
تونينيو دوس سانتوس (بالبرتغالية: Toninho dos Santos‏) هو لاعب كرة قدم برازيلي في مركز الهجوم، ولد في 29 مايو 1965 في Ivaiporã ‏ في البرازيل. شارك مع منتخب السلفادور لكرة القدم. أما مع النوادي، فقد لعب مع أتليتيكو بوكارامانغا وديبورتيفو كالي وكولو-كولو ونادي أكويلا ونادي أمريكا ونادي بويبلا ونادي فلومينينسي.